# Schauenstein
Schauenstein er en by i Landkreis Hof i den nordøstlige del af den bayerske regierungsbezirk Oberfranken i det sydlige Tyskland. Den er administrationsby for Verwaltungsgemeinschaft Schauenstein.

## Geografi
Schauenstein ligger ved østenden af Naturpark Frankenwald. Hovedbyen Schauenstein hæver sig øst for floden Selbitz, og også løber gennem landsbyerne Volkmannsgrün og Uschertsgrün.

### Landsbyer, og bebyggelser med indbyggertal
Ud over Schauenstein med 1.313 indbyggere, er der i kommunen:
| Landsbyerne - Neudorf 276 - Haidengrün 71 - Mühldorf 50 - Volkmannsgrün 147 - Uschertsgrün 229 - Windischengrün 119 | Bebyggelser, møller og andre steder - Adlanz 5 - Dorschenhammer 4 (ligger op til Schauenstein) - Finkenflug 5 - Hagenmühle 4 (ligger op til Schauenstein) - Haueisen 28 - Kleinschmiedenhammer (tidligere fabrik, 0 indbyggere) - Lehstenmühle 2 (ligger op til Schauenstein) - Loh 17 - Papiermühle (ubeboet) - Pinzig 5 - Schafhof 8 Indbyggere pr. 31. december 2006 |

- Wikimedia Commons har flere filer relateret til Schauenstein